# Хосе Гальвес (футбольный клуб)
«Хосе Гальвес» (исп. Club Deportivo Unión Comercio) — перуанский футбольный клуб из города Чимботе. В настоящий момент выступает во Втором дивизионе страны.

## История
Команда была основана 27 октября 1951 года, под именем «Мануэль Ривера», в честь известного футболиста, игрока сборной Перу и уроженца Чимботе Мануэля Риверы. В 1963 году перуанская федерация футбола запретила клубам именоваться в честь живущих людей, и 11 ноября 1963 года клуб был переименован и получил своё нынешнее название в честь политического деятеля 18-го века Хосе Гальвеса.
В 1971 году «Хосе Гальвес» дебютировал в перуанской Примере, с тех он провёл в ней 7 сезонов, лучший результат — 9-е место в 2008 году. Клуб дважды побеждал в розыгрыше Кубка Перу и кроме этого дважды был его финалистом. В лиге региона Анкаш клуб побеждал 8 раз.
Домашние матчи команда проводит на стадионе «Мануэль Ривера Санчес», вмещающем 24 000 зрителей. Принципиальным соперником клуба является команда «Спорт Анкаш».

## Достижения
- Кубок Перу:
  - Победитель (1): 1996, 2005.
  - Финалист (1): 1994, 1995.
- Сегунда Перу:
  - Победитель (1): 2011.
- Кубок дель Инка:
  - Победитель (1): 2011.